# Кузьма Василь Степанович
о. Василь Степанович Кузьма (1 лютого 1891, Романівка, нині Тернопільський район — 7/12 листопада 1963, Вінніпег, Канада) — український релігійний, громадський діяч у Галичині, під час Визвольних змагань — в Україні, також на Лемківщині, в Польщі, Словаччині, Австрії, Канаді.

## Життєпис
Народився 1 лютого 1891 року в с. Романівка (нині Тернопільський район) в сім'ї заможних селян Степана та Марії Кузьмів.
Закінчив гімназію в Тернополі (1910), навчався на богословському факультеті Львівського університету (мав високі оцінки).
Рукоположений на священника 1914 р. Служив у Тернополі в церкві Різдва Христового. Був духівником армії Австро-Угорщини (майор). Арештований російською окупаційною владою, висланий до Росії. Повернувся додому після падіння царату Російської імперії.
31 жовтня 1918 австрійський комендант Тернопільського ґарнізону заявив, що, згідно з наказом зі Львова, передає українцям військову і цивільну владу. В ґарнізоні не було жодного українського старшини, тому комендант попросив підписати протокол про передачу влади капелана майора о. Василя Кузьму. Із постанням ЗУНР у 1918 р. командант (комісар) військового гарнізону м. Тернополя, згодом духівник УГА.
Під час перебування в січні 1919 р. Симона Петлюри в м. Тернополі отримав пропозицію стати духівником греко-католиків Дієвої Армії УНР, капеланом. Через військові дії часто змінював місцеперебування. У Жмеринці провадив просвітницьку роботу.
В листопаді 1919 р. захворів на тиф, лікувався в Проскурові, де 1 січня 1920 р. арештований поляками. До кінця квітня 1920 р. просидів у Тернопільській в'язниці (повторно перехворів тифом).
Від 1920 р. у Львові (служив у церкві Преображення, Соборі Святого Юра), у 1923—1938 рр. в м. Краків (був військовим капеланом для українських вояків польського війська). У вересні 1930 р. врятував жителів Романівки від пацифікації. Від 1938 р. душпастир у м. Новий Сонч (Лемківщина). У 1944—1948 р. у Словаччині та Австрії.
У 1948 р. емігрував до Канади. Співпрацював із журналом «Нива». Переклав українською «Берестейську Унію», видав «Альманах Українських Богословів». Автор споминів (рукопис). Проживав у селі Ґрімзбі, помер 7/12 листопада 1963 року в парафіяльному будинку, яким опікувались українські монахині. Похований на «Цвинтарі Всіх Святих» у Вінніпеґу.